# Ким Фебер
Ким Фебер (на датски: Kim Faber) е датски журналист и писател на произведения в жанра трилър, криминален роман и документалистика. Пише съвместно със съпругата си, журналистката и писателка Йени Педерсен.

## Биография и творчество
Ким Фебер е роден през 1955 г. в Копенхаген, Дания. Има двама братя. Следва архитектура, дизайн и консервация в Кралската датска академия. След дипломирането си започва собствен бизнес и управлява магазин за спортни обувки и дрехи, кафене и нощен клуб. През 1996 г. завършва Датското училище по медии и журналистика. В продължение на 25 години работи като новинарски и културен репортер и редактор за големия датски вестник „Политикен“. Като журналист пътува много и отразява войните и конфликти на Балканите и в Близкия изток, ситуацията в Африка, особено за бежанците и пандемията от СПИН. През този период е автор на три документални книги: една за войната в Косово, една за пристанището на Копенхаген (където в продължение на 14 месеца е информационен мениджър) и една за ХИВ/СПИН в Африка, в която героиня е Естер Тибасийма, бедна жена от Кампала, Уганда. Започва да пише трилъри заедно със втората си съпруга.
Първият му роман в съавторство с Йени Педерсен, „Свирепа зима“ от поредицата „Случаите на Юнкер и Кристиансен“, е издаден през 2019 г. Заради сериозна професионална издънка Мартин Юнкер е изпратен от Копенхаген в глухата провинция, където обаче се сблъсква с убийство на мъж, пребит до смърт, а съпругата му е безследно изчезнала. Бившата му полицейска партньорка, Сине Кристиансен, в навечерието на Коледа започва разследване на терористичен акт в Копенхаген, при който загиват 19 души. В един момент двете разследвания се пресичат. Романът печели наградата за дебют на Датския годишен панаир на книгата и наградата за дебют на Датската криминална академия за 2020 г.
Следващият им роман, „Лятото на Сатаната“ от 2020 г., продължава връзката с предишния, след като се разбира, че норвежката служба за разузнаване вероятно е знаела за подготовката на терористичния акт в Копенхаген. Информацията се свързва с разследването за убийство на мъж с два изстрела в главата. Ситуацията се усложнява и когато семействата им са заплашени. Романът заема първо място в списъка на бестселърите на „Шпигел“.
В поредицата си авторите вплитат наболели теми като тероризъм, миграционен натиск, ксенофобия, институционално бездействие, задкулисие. За нея писателското дуо получава наградата на публиката на Панаира на криминалната литература в Хорсенс за 2021 г.
Ким Фебер живее със семейството си в Копенхаген и в къща в Швеция.

## Произведения

### Поредица „Случаите на Юнкер и Кристиансен“ (Martin Juncker) – с Йени Педерсен
1. Vinterland (2019)[1][2][3]
Свирепа зима, изд.: „Емас“, София (2021), прев. Ева Кънева
2. Satans sommer (2020)
Сатанинско лято, изд.: „Емас“, София (2022), прев. Ева Кънева
3. Kvæler (2021)
4. Skyggeriget (2022)

### Документалистика
- Det fordømte forår : om krig i Kosova (2000)
- Både og : københavnernes havn fra A til Å (2001) – с Хане Фол Нилсен
- Esthers bog : om at overleve med hiv/aids (2004)